# أسفل أمجرجر (حبيل جبر)

تعديل مصدري - تعديل

أسفل أمجرجر هي إحدى قرى عزلة حبيل جبر بمديرية حبيل جبر التابعة لمحافظة لحج، بلغ تعداد سكانها 24 نسمة حسب تعداد اليمن لعام 2004.